# Periodo Yamato
Con il termine periodo Yamato  (大和時代?, Yamato-jidai) si indica convenzionalmente il periodo della storia del Giappone che va dal 250 d.C. fino al 710 d.C.; l'effettivo inizio del periodo è però oggetto di dibattito tra gli studiosi. 
Il nome deriva dal fatto che durante tale periodo storico la Corte Imperiale Giapponese era situata in quella che oggi è la Prefettura di Nara ma che, al tempo, era nota come Provincia di Yamato. 
Il periodo Yamato include al suo interno sia il Periodo Kofun (250–538 d.C.) sia il Periodo Asuka (538–710 d.C.).